# Taieb Jebali
Taieb Jebali, también conocido como Mongi Jebali (Túnez, 11 de julio de 1933-ibídem, 1 de abril de 2014), fue un futbolista tunecino que jugaba en la demarcación de defensa.

## Biografía
Debutó como futbolista en 1954 con el Stade Tunisien. Tras dos años de su debut ganó la Copa de Túnez. Un año después consiguió ganar por primera vez el Championnat de Ligue Profesionelle 1, quedando primero en liga. A este título de liga le sucedieron otros tres y otras tres Copa de Túnez, ganando en 1962 ambos títulos. Además fue elegido durante tres veces seguidas como el mejor lateral derecho de la liga.
Falleció el 1 de abril de 2014 en Túnez a los 80 años de edad.

## Clubes
| Club           | País  | Año       |
| -------------- | ----- | --------- |
| Stade Tunisien | Túnez | 1954-1963 |

## Palmarés

### Campeonatos nacionales
| Título                               | Club           | País  | Año  |
| ------------------------------------ | -------------- | ----- | ---- |
| Championnat de Ligue Profesionelle 1 | Stade Tunisien | Túnez | 1957 |
| Championnat de Ligue Profesionelle 1 | Stade Tunisien | Túnez | 1961 |
| Championnat de Ligue Profesionelle 1 | Stade Tunisien | Túnez | 1962 |
| Copa de Túnez                        | Stade Tunisien | Túnez | 1956 |
| Copa de Túnez                        | Stade Tunisien | Túnez | 1958 |
| Copa de Túnez                        | Stade Tunisien | Túnez | 1960 |
| Copa de Túnez                        | Stade Tunisien | Túnez | 1962 |